# باپتیست (لوئیزیانا)
باپتیست (به انگلیسی: Baptist) یک منطقهٔ مسکونی در ایالات متحده آمریکا است که در پریش تنگیپاهوا، لوئیزیانا واقع شده‌است. باپتیست ۱۱٫۸۹ متر بالاتر از سطح دریا واقع شده‌است.